# 相田雪雄
相田 雪雄（あいだ ゆきお、1924年2月1日 - 2015年10月8日）は、日本の実業家。元野村證券（現野村ホールディングス）会長。東京都出身。

## 来歴・人物
第一早稲田高等学院時代は竹下登と同級生であった。早稲田大学政治経済学部卒業後の1947年、野村證券に入社。主に国際畑を歩み、副社長を経て、子会社の野村投資顧問（現野村アセットマネジメント）の社長・会長を務めた。1992年、損失補てん問題や暴力団との取引が発覚した証券不祥事で田淵節也野村証券会長が引責辞任した後を受けて、会長として本社に復帰。意識・風土改革を呼びかけるなど社内改革に尽力した。
2015年10月8日、呼吸不全のため死去。91歳没。